# Ciutat lleonina
La Ciutat lleonina (en llatí Civitas Leonina) és aquella part de la ciutat de Roma al voltant de la qual el papa del segle IX Lleó IV va encarregar la construcció de la muralla lleonina. Es trobava al costat oposat del Tíber des dels Set turons de Roma, i no estava tancada dins de les muralles Aurelianes. La Ciutat del Vaticà està dins d'aquesta àrea, però la Ciutat lleonina, que conté també el rione romà de Borgo, és molt més extensa que la petita Ciutat del Vaticà.

## Història
La muralla lleonina, que defineix la Ciutat lleonina, va ser construïda després del saqueig de l'Antiga Basílica de Sant Pere pels sarraïns el 846. Construïda entre 848 i 852 com l'única extensió feta a les muralles de Roma, aquesta muralla de tres quilòmetres envoltava completament la zona vaticana per primera vegada en la seva història. Un intent fracassat va ser fet pel papa Lleó III, però els disturbis a la ciutat havien suspès l'obra, i els romans van desmantellar les seccions que havia començat i les usaren per construccions privades. El papa Lleó IV va usar els seus treballadors estatals, habitants del país que l'envoltava i sarraïns capturats després de la batalla naval d'Ostia (849), juntament amb una donació imperial franca, per construir la muralla que discorria en forma d'U que circumdava des de la riba del riu al Mausoleu d'Adrià, aviat batejada amb el nom de Castel Sant'Angelo, a dalt dels vessants de la Turó Vaticà envoltant la basílica i descendint de nou cap al riu. Van ser construïts amb tufa i enrajolat, de dotze metres d'alt amb 44 forts torres en intervals de tir d'arc. La torre de la cantonada arrodonida massissa que corona el turó Vaticà té els seus orígens en aquesta campanya constructiva.
Tres noves portes van donar accés al recentment tancat de Borgo. Dues estaven a la part de la muralla que portava de tornada al Castel Sant'Angelo: una petita poterna darrere del mausoleu fortificat, anomenada la  Posterula S. Angeli  i més tard, donada la seva proximitat al Castello, la  Porta Castelli , i una més gran, la porta principal a través de la qual passaven els emperadors, a prop de l'església de St. Pelegrí, anomenada la  Porta Peregrini . Més tard la  Porta S. Petri . Una tercera porta obria la Ciutat lleonina al  rione  de Trastevere.
A més, torres de cadena es van construir també a banda i banda del riu Tíber per rebutjar els assalts sarraïns per aigua. Un festival celebrava l'acabat oficial de la muralla, el 27 de juny de 852.

## Papa Gregori VII
Després de rebutjar coronar Enric IV com el següent Sacre Emperador Romà, el papa Gregori VII es va trobar el mateix assetjat dins de la Ciutat lleonina. Després que Enric prengués la ciutat, Gregori va fugir al Castel Sant'Angelo. Gregori va atribuir la pèrdua de la Ciutat lleonina a la fam i negligència i no tant el "coratge dels homes d'Enric".

## Papa Pius IV
Més tard, es va efectuar una circumval més àmplia amb el papa Pius IV (va regnar 1559-1565), quan la muralla de León va ser trencada en alguns llocs. Tres portes havien estat obertes en les muralles.

## Tractat de Laterà
El 1870, quan les forces militars del Regne d'Itàlia capturaren Roma, derrotant el que quedava dels Estats Papals, el govern italià pretenia permetre al papa mantenir la Ciutat lleonina com una petita resta de l'Estat papal. No obstant això, el papa Pius IX no estigué d'acord amb l'arranjament, i hi haver un estancament de 59 anys finalitzat el 1929 pel Tractat de Laterà, que va reconèixer la sobirania i independència de la Ciutat del Vaticà.